# Mennecy
Mennecy település Franciaországban, Essonne megyében. Lakosainak száma 16 071 fő (2022. január 1.). Mennecy Lisses, Chevannes, Le Coudray-Montceaux, Écharcon, Fontenay-le-Vicomte, Ormoy és Villabé községekkel határos.

## Népesség
A település népességének változása:
| Lakosok száma | 13 194 | 13 959 | 14 501 | 14 319 | 14 679 | 15 292 | 15 669 | 15 711 | 16 071 |
|               | 2013   | 2015   | 2016   | 2017   | 2018   | 2019   | 2020   | 2021   | 2022   |